# 東砂
東砂（ひがしすな）は、東京都江東区の地名。現行行政地名は東砂一丁目から東砂八丁目。住居表示実施済区域。

## 地理
江東区の東部に位置する。城東地域内に当たる。北が大島、東が江戸川区西葛西、南が新砂、西が北砂および南砂にそれぞれ隣接する。町域の北辺を小名木川、北東の一部で旧中川、東辺を荒川、西辺を仙台堀川と接する。

### 地価
住宅地の地価は、2025年（令和7年）1月1日の公示地価によれば、東砂2-9-2の地点で43万9000円/m2、東砂6-11-8の地点で41万4000円/m2となっている。

## 歴史

### 地名の由来
砂町のうち東側を占めることに由来する。

## 世帯数と人口
2023年（令和5年）1月1日現在（東京都発表）の世帯数と人口は以下の通りである。
| 丁目       | 世帯数     | 人口     |
| ---------- | ---------- | -------- |
| 東砂一丁目 | 2,197世帯  | 4,813人  |
| 東砂二丁目 | 2,908世帯  | 4,975人  |
| 東砂三丁目 | 2,943世帯  | 6,022人  |
| 東砂四丁目 | 1,640世帯  | 3,826人  |
| 東砂五丁目 | 1,187世帯  | 2,333人  |
| 東砂六丁目 | 1,386世帯  | 2,897人  |
| 東砂七丁目 | 3,290世帯  | 6,452人  |
| 東砂八丁目 | 2,469世帯  | 5,573人  |
| 計         | 18,020世帯 | 36,891人 |

### 人口の変遷
国勢調査による人口の推移。
| 年                 | 人口   |
| ------------------ | ------ |
| 1995年（平成7年）  | 30,524 |
| 2000年（平成12年） | 32,578 |
| 2005年（平成17年） | 34,727 |
| 2010年（平成22年） | 35,167 |
| 2015年（平成27年） | 35,563 |
| 2020年（令和2年）  | 36,210 |

### 世帯数の変遷
国勢調査による世帯数の推移。
| 年                 | 世帯数 |
| ------------------ | ------ |
| 1995年（平成7年）  | 11,523 |
| 2000年（平成12年） | 12,845 |
| 2005年（平成17年） | 14,158 |
| 2010年（平成22年） | 14,836 |
| 2015年（平成27年） | 15,748 |
| 2020年（令和2年）  | 16,532 |

## 学区
区立小・中学校に通う場合、学区は以下の通りとなる（2023年4月時点）。
| 丁目       | 番地                          | 小学校                 | 中学校                 |
| ---------- | ----------------------------- | ---------------------- | ---------------------- |
| 東砂一丁目 | 1〜2番 5〜6番                 | 江東区立第七砂町小学校 | 江東区立砂町中学校     |
| 東砂一丁目 | 3〜4番                        | 江東区立東砂小学校     | 江東区立砂町中学校     |
| 東砂二丁目 | 全域                          | 江東区立東砂小学校     | 江東区立砂町中学校     |
| 東砂三丁目 | 全域                          | 江東区立第七砂町小学校 | 江東区立第二砂町中学校 |
| 東砂四丁目 | 18〜19番 21～23番             | 江東区立第七砂町小学校 | 江東区立第二砂町中学校 |
| 東砂四丁目 | 1〜17番 20番 24番             | 江東区立第二砂町小学校 | 江東区立第二砂町中学校 |
| 東砂五丁目 | 全域                          | 江東区立第二砂町小学校 | 江東区立第二砂町中学校 |
| 東砂六丁目 | 1～17番 18番10～13号 19〜20番 | 江東区立第五砂町小学校 | 江東区立第二砂町中学校 |
| 東砂六丁目 | その他                        | 江東区立第二砂町小学校 | 江東区立第二砂町中学校 |
| 東砂七丁目 | 18～19番                      | 江東区立第二砂町小学校 | 江東区立第三砂町中学校 |
| 東砂七丁目 | 11〜17番                      | 江東区立第二砂町小学校 | 江東区立第二砂町中学校 |
| 東砂七丁目 | 1〜10番                       | 江東区立第五砂町小学校 | 江東区立第二砂町中学校 |
| 東砂八丁目 | 全域                          | 江東区立第五砂町小学校 | 江東区立第二砂町中学校 |

## 交通

### 鉄道
東砂の町域内に鉄道駅はなく、東大島駅が近い北部のごく一部と南砂町駅が近い南部のごく一部を除いた全域が最寄り駅から1km以上離れた鉄道空白地帯に当たる。

### バス
都電時代の名残で都営バスが清洲橋通りと番所橋通りを中心に運行している。清洲橋通りの旧葛西橋停留所を経由する路線が多く、一部系統は葛西橋付近の葛西橋停留所を始発・終着としている。
旧葛西橋停留所を経由する系統
- 亀21系統：大島駅・亀戸駅方面/南砂六丁目・東陽町駅方面
- 門21系統：東大島駅方面/東陽七丁目・東陽町駅・門前仲町方面
- 秋26系統：清澄白河駅・秋葉原駅方面/葛西駅方面
- 両28系統：亀戸駅通り・両国駅方面/西葛西駅・臨海車庫、第六葛西小学校（深夜の2本のみ）方面
- 亀29系統：境川・亀戸駅方面/西葛西駅・なぎさニュータウン方面
- 陽20系統：江東図書館入口・東陽町駅方面/東砂三丁目・東大島駅方面
- 亀24系統：葛西橋方面/江戸川車庫方面  (現在は葛西橋折返し所工事のため、特別に経由している。)

旧葛西橋停留所を経由しない系統
- 亀24系統：東大島駅入口・亀戸駅方面
- 錦28系統：江東公会堂・錦糸町駅方面/東大島駅方面

### 道路・橋梁
道路
- 都道
  - 東京都道・千葉県道10号東京浦安線
  - 東京都道449号新荒川堤防線
  - 東京都道477号亀戸葛西橋線

橋梁
- 小名木川に架かる橋
  - 番所橋
- 旧中川に架かる橋
  - 平成橋
- 荒川に架かる橋
  - 葛西橋
  - 清砂大橋

## 事業所
2021年（令和3年）現在の経済センサス調査による事業所数と従業員数は以下の通りである。
| 丁目       | 事業所数  | 従業員数 |
| ---------- | --------- | -------- |
| 東砂一丁目 | 42事業所  | 419人    |
| 東砂二丁目 | 72事業所  | 1,146人  |
| 東砂三丁目 | 126事業所 | 1,059人  |
| 東砂四丁目 | 90事業所  | 686人    |
| 東砂五丁目 | 70事業所  | 474人    |
| 東砂六丁目 | 88事業所  | 795人    |
| 東砂七丁目 | 123事業所 | 1,076人  |
| 東砂八丁目 | 82事業所  | 730人    |
| 計         | 693事業所 | 6,385人  |

### 事業者数の変遷
経済センサスによる事業所数の推移。
| 年                 | 事業者数 |
| ------------------ | -------- |
| 2016年（平成28年） | 687      |
| 2021年（令和3年）  | 693      |

### 従業員数の変遷
経済センサスによる従業員数の推移。
| 年                 | 従業員数 |
| ------------------ | -------- |
| 2016年（平成28年） | 5,815    |
| 2021年（令和3年）  | 6,385    |

## 施設
- 東京都立東高等学校
- 江東区立第二砂町中学校
- 江東区立東砂小学校
- 江東区立第二砂町小学校
- 江東区立第五砂町小学校
- 江東区立第七砂町小学校
- 仙台堀川公園
- 砂町水辺公園
- パラマウントベッド株式会社・本社
- 東砂スポーツセンター
- 都営東砂二丁目団地

## 金融機関

### 信託銀行
- 三菱UFJ信託銀行証券代行部

### 信用金庫
- 東京東信用金庫東砂支店
- 東京シティ信用金庫砂町支店
- 東京ベイ信用金庫砂町支店

## その他

### 日本郵便
- 郵便番号 : 136-0074[3]（集配局 : 城東郵便局[16]）。